# Demarcation Bay

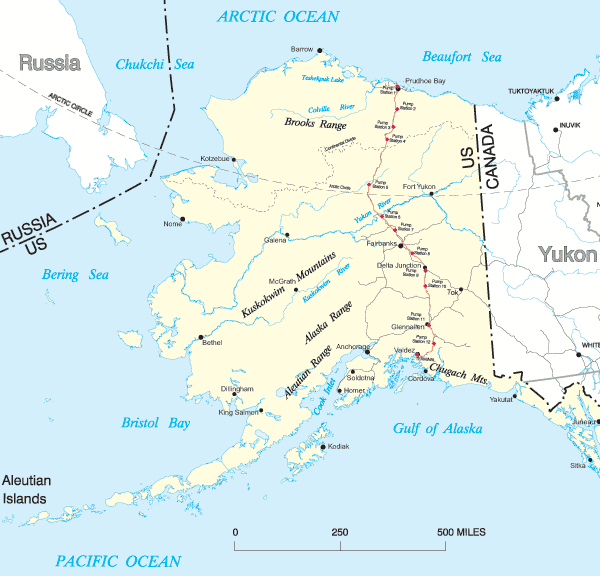
Lägeskarta.

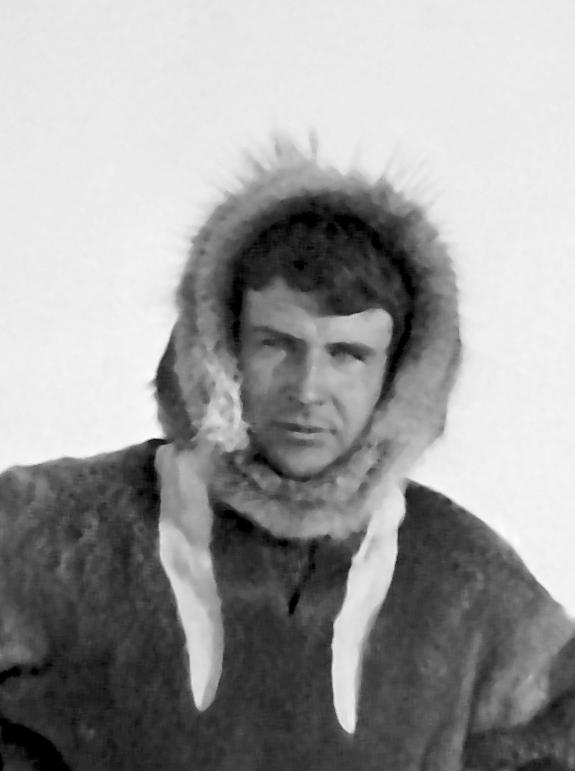
Ernest Leffingwell.

Demarcation Bay (inuktitut: Pataktak engelska: Demarcation Bay) är en havsvik som ligger i norra Alaska vid Norra ishavets kust cirka 13 km väster om den kanadensiska gränsen.

## Geografi
Demarcation Bay ligger cirka 112 km sydöst om Kaktovik och ca 430 km sydöst om Utqiaġvik (tidigare Barrow) vid Beauforthavet i Norra ishavet.
Viken har en diameter på ca 9 km och skiljs genom en serie av sandbankar från Beauforthavet. Yttersta punkten kallas Demarcation Point.
Förvaltningsmässigt ingår viken i borough (distrikt) North Slope Borough och ligger inom nationalparken Arctic National Wildlife Refuge.

## Historia
Demarcation Point namngavs 1826 av John Franklin som dåvarande nordliga gränspunkt brittiska Nordamerika och Ryska Amerika. Demarcation Bay utgjorde senare även gränsen mellan USA och Kanada innan gränsdragningen justerades några kilometer österut.
I början på 1900-talet var området en viktig handels- och mötesplats för inuiter från Alaska och Kanada. Kring 1917 öppnade skotske handelsmannen Tom Gordon en handelspost för pälshandel med de lokala Inupiaqfolket (inuiter) vid vikens östra del. Senare flyttade han handelsposten till Barterön.
Åren 1907 till 1914 utforskades och kartlades viken av Ernest Leffingwell under dennes expeditioner i området.
1912 fick området sitt nuvarande namn av International Boundary Commission i samband med att gränsen flyttades cirka 13 km österut.
1980 instiftades nationalparken.